# Lionel Villeneuve
Lionel Villeneuve (né Joseph Pierre Arthur Lionel Villeneuve) Comédien, né le 9 avril 1925 à Roberval (Québec) et mort le 30 novembre 2000 à Montréal (Canada) à l'âge de 75 ans. Il était le fils de Hubert Villeneuve et de Marie-Joseph Du Tremblay . S'il était un homme de théâtre, Lionel Villeneuve fut un ardent défenseur de la langue et des droits des Québécois.

## Biographie
Lionel Villeneuve commence sa carrière en 1947 avec les Compagnons de Saint-Laurent, à Montréal. À partir des années 1950, il multiplie les rôles à la télévision. 
À la scène, il crée un remarquable Léopold dans À toi pour toujours, ta Marie-Lou, de Michel Tremblay auprès de son épouse Hélène Loiselle. 
Au cinéma, on retient surtout leurs prestations, en 1971, dans le film Mon oncle Antoine, de Claude Jutra.  
Lionel Villeneuve se produit sur les scènes québécoises pendant près d'un demi-siècle. Il a également participé au doublage de nombreuses productions étrangères pour lesquelles il prêta sa voix de basse très reconnaissable. 

## Filmographie

### Cinéma
- 1952 : Étienne Brûlé gibier de potence : Le père Jean-de-Brébeuf
- 1959 : Les 90 Jours : rôle inconnu
- 1962 : Louis-Hippolyte-Lafontaine : Juge Berthelot
- 1969 : Préambule
- 1971 : Le Savoir-faire s'impose: 1re partie
- 1971 : Mon oncle Antoine : Jos Poulin
- 1974 : Je t'aime : Marcellin
- 1974 : Les Aventures d'une jeune veuve, de Roger Fournier : rôle inconnu
- 1980 : Cordélia : M. Bouvrette

### Télévision
- 1954 - 1957 : L’Île aux trésors : Koupmat
- 1955 - 1958 : Cap-aux-sorciers (série TV) : Ulysse
- 1957 - 1958 : Radisson : Père Radisson
- 1957 - 1961 : La Pension Velder (Série TV) : Victor Lafontaine
- 1958 - 1961 : Le Courrier du roy (série TV) : Gilles Derais
- 1959 - 1962 : Ouragan (série TV): Ouragan
- 1960 - 1964 : Filles d'Ève (série TV) : Lucien Carufel
- 1962 - 1965 : Le Pain du jour (série TV) : Noël Allard
- 1963 - 1966 : Ti-Jean caribou (série TV)
- 1964 - 1965 : Monsieur Lecoq : Sergent Bavois
- 1968 : Grujot et Délicat (série TV) : rôle inconnu
- 1968 : D'Iberville (série TV) : Perrot "Saint-Germain"
- 1968 - 1972 : Le Paradis terrestre (série TV) : Arsène Lesieur
- 1970 : À la branche d'Olivier (série TV) : M. Mathieu
- 1970 - 1975 : Mont-Joye (série TV) : René Cantin
- 1975 - 1977 : Y'a pas de problème (série TV) : Hervé Brunelle
- 1977 - 1978 : Les As (série TV) : Pierre Picard
- 1978 - 1981 : Race de monde (série TV) : Pierre Picard
- 1979 - 1980 : Frédéric (série TV) : Adélard Gladu
- 1981 - 1983 : Les Girouettes (série TV) : Amédée Gingras
- 1987 : Avec un grand A (série TV, épisode "Lise, Pierre et Marcel") : Le colonel Côté
- 1989 - 1990 : L'Or et le Papier (série TV) : Rosario Laflamme
- 1989 - 1991 : Super sans plomb : Hector
- 1992 - 1993 : La Montagne du Hollandais (série TV) : Elliot Grandmont
- 1994 : Les grands procès : Juge Miquelon
- 1995 : Scoop : saison 4  (série TV)